# Seznam čeških arheologov
Seznam čeških arheologov.

## A
- Karel Absolon
- Josef Augusta

## B
- Ladislav Bareš
- Antonín Bartoněk (mikenolog)
- František Xaver Josef Beneš
- Ivan Borkovský

## C
- Josef Cibulka (tudi umetnostni zgodovinar)

## Č
- Jaroslav Černý (egiptolog)

## F
- Jan Filip (1900 - 1981)

## H
- Bedřich Hrozný

## M
- Jaroslav Malina
- Anežka Merhavtová

## N
- Lubor Niederle

## P
- Carl Patsch (češ.-avstr.)
- Pavel Pavel
- Josef Ladislav Píč
- Naďa Profantová

## S
- Ferdinand Stoliczka
- Jiří Svoboda (antropolog)

## V
- Miroslav Verner
- Hynek Vysoký

## W
- Jindřich Wankel
- Filip Velímský